# Maxime Dominguez
Maxime Dominguez (ur. 1 lutego 1996 w Genewie) – szwajcarski piłkarz, występujący na pozycji pomocnika, od 2025 w kanadyjskim klubie Toronto FC do którego jest wypożyczony z CR Vasco da Gama. W latach 2013–2014 młodzieżowy reprezentant Szwajcarii.

## Kariera klubowa
W lipcu 2021 został piłkarzem Miedzi Legnica, dla której rozegrał 62 spotkania, w których zdobył 7 bramek, i z którą w sezonie 2022/2023 spadł z Ekstraklasy. Był wyróżniającym się piłkarzem, stąd zainteresowanie m.in. mistrza Polski Rakowa Częstochowa. W czerwcu 2023 podpisał z nim dwuletni kontrakt, obowiązujący od 1 lipca 2023. Zadebiutował w przegranym meczu o Superpuchar Polski przeciwko Legii Warszawa. 
W świetle zwiększenia się konkurencji wśród pomocników mistrza Polski (po zakontraktowaniu Szwajcara, do Rakowa dołączyli jeszcze John Yeboah i Sonny Kittel), 28 lipca tego samego roku Dominguez został sprzedany za kilkaset tysięcy euro do Gil Vicente FC.

## Życie prywatne
Posiada obywatelstwa szwajcarskie i hiszpańskie, jego ojciec był Hiszpanem. Kibicuje Deportivo La Coruña.